# Eudonia idiogama
Eudonia idiogama là một loài bướm đêm trong họ Crambidae.